# António Gonçalves de Bandarra
António Gonçalves de Bandarra (ur. 1500, zm. 1556) – portugalski poeta i mistyk, szewc z zawodu. 
Był autorem książki Paráfrase e Concordância de Algumas Profecias de Bandarra, wydanej w Paryżu w 1601 roku, znanej także jako Trovas do Bandarra, zawierającej rymowane przepowiednie (jak u Nostradamusa, do którego Bandarra jest często porównywany). Z powodu wydania tego zbioru autor został oskarżony przez portugalską inkwizycję o herezję judaistyczną. Jedną z przesłanek do postawienia zarzutów była jego znakomita znajomość Starego Testamentu. Bandarra uniknął wyroku skazującego, ale dzieło znalazło się na Indeksie ksiąg zakazanych. Był też zmuszony wyrzec się dalszych studiów nad Biblią i astrologią. 
Wierszowane proroctwa poety stały się po wiekach inspiracją między innymi dla siedemnastowiecznego jezuickiego kaznodziei Antónia Vieiry i najwybitniejszego przedstawiciela portugalskiego modernizmu, autora tomiku Mensagem, Fernanda Pessoi. Przyczyniły się one do promocji legendy króla Sebastiana, analogicznej do polskich podań o cudownym ocaleniu króla Władysława III Warneńczyka, która przerodziła się z czasem w ideologię sebastianizmu. W proroctwach Bandarry po raz pierwszy pojawił się mit Quinto Império, czyli Piątego Cesarstwa.
W zbiorze Fernanda Pessoi Mensagem znajduje się wiersz O Bandarra.

## Bibliografia

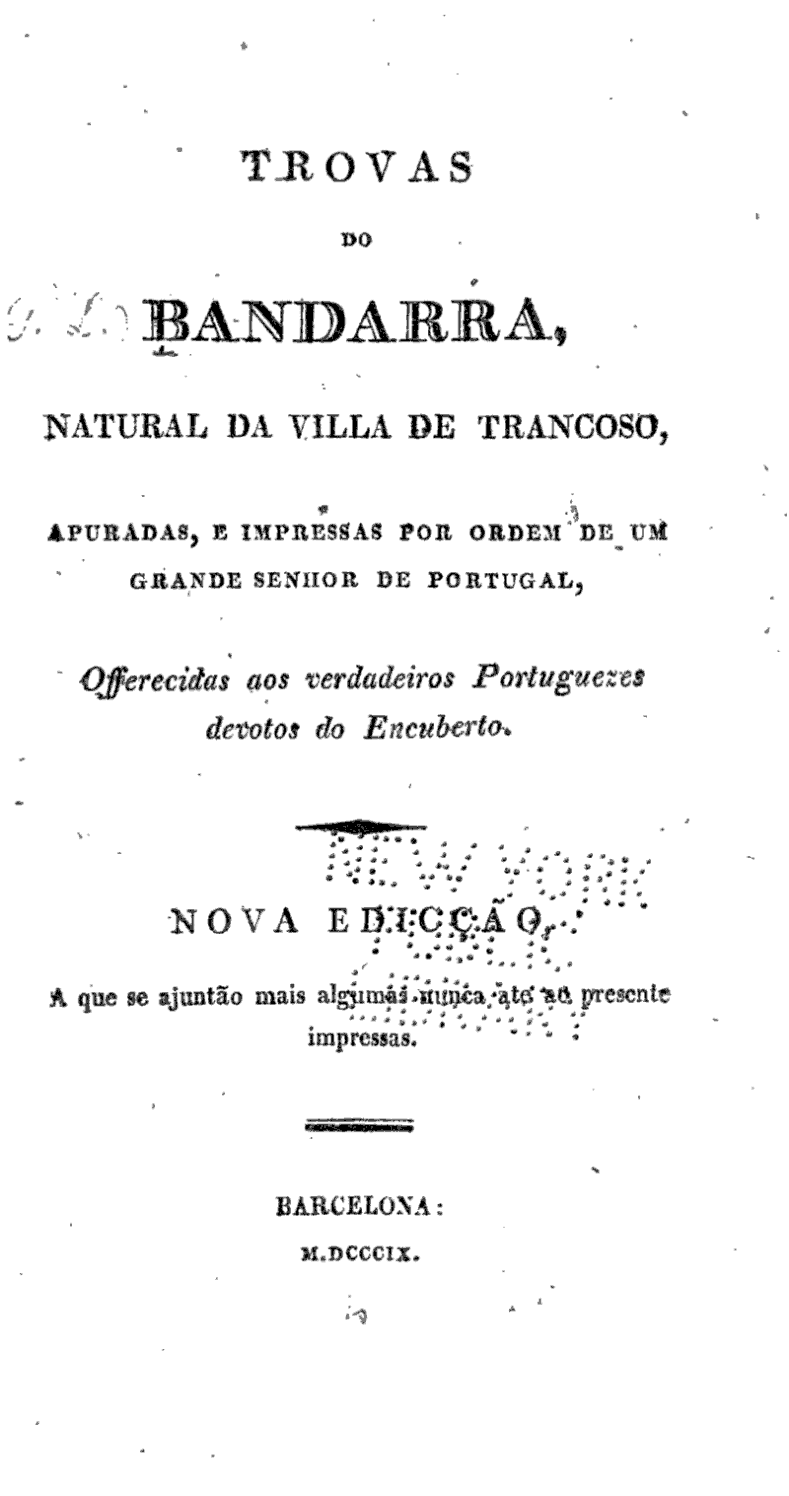
Strona tytułowa wydania przepowiedni Bandarry z 1809 roku